# Plasmogamie
Als Plasmogamie bezeichnet man die Verschmelzung des Zellplasmas zweier Zellen als Teil eines Sexualvorgangs. Meistens verschmelzen dabei zuerst die Gameten (Gametogamie). In der Regel folgt bald darauf die Verschmelzung der Zellkerne (Karyogamie), es gibt jedoch einige Ausnahmen. Bei Plasmogamie von Säugetiergameten wird aufgrund des Mangels an Mitochondrien in der Spermazelle nur die maternale Mitochondrienlinie in der befruchteten Eizelle übernommen.